# Ceraphron laticornis
Ceraphron laticornis är en stekelart som beskrevs av Alekseev 1994. Ceraphron laticornis ingår i släktet Ceraphron och familjen pysslingsteklar. Inga underarter finns listade i Catalogue of Life.